# Fritz Thorén
Fritz William Frans Thorén, född den 13 mars 1899 i Hedvig Eleonora församling, Stockholm, död den 14 februari 1950 i Nacka församling, Stockholms län
, var en svensk författare och lärare.
Thorén blev filosofie doktor i kemi 1930, och verkade som lektor vid Solbacka läroverk 1933-1937, samt vid Umeå folkskoleseminarium 1937-1944. Därefter verkade han som författare på heltid. Till en början skrev han under pseudonymen "Fredrik Thomas".
Thorén skrev psykologiska romaner om medelklassens liv som varierade temat livsuppgift kontra personlighet.

## Filmatiseringar
- 1943 - Herre med portfölj, regisserad av Ragnar Arvedson
- 1944 - Jag är eld och luft, regisserad av Anders Henrikson